# ژایر کونیا
ژایر کونیا (انگلیسی: Jair Cunha؛ زادهٔ ۷ مارس ۲۰۰۵) بازیکن فوتبال است که در حال حاضر برای بوتافوگو در پست مدافع بازی می‌کند.
وی همچنین در تیم ملی فوتبال زیر ۲۰ سال برزیل بازی کرده است.

## دوران باشگاهی

### سانتوس
ژایر کونیا که در اورلاندیا، ایالت سائو پائولو زاده شده است، در سال ۲۰۱۶ و در سن ده سالگی به تیم جوانان سانتوس پیوست. در ۱۹ ژوئن ۲۰۲۱، اولین قرارداد حرفه‌ای خود را با این باشگاه تا سال ۲۰۲۴ امضا کرد.
در ۲۲ ژوئن ۲۰۲۲، ژایر قراردادش را با «پیژه» تا ژوئن ۲۰۲۵ تمدید کرد، و از اوت با تیم اصلی شروع به تمرین کرد. در ۱۲ ژانویه سال بعد، هنگام بازی برای زیر ۲۰ سال در جام فوتبال جوانان سائو پائولو ۲۰۲۳ دچار آسیب‌دیدگی زانو شد.
ژایر در اوت ۲۰۲۳ به تمرینات بازگشت و در مراحل نهایی بهبودی خود بود. او در اکتبر سلامت بازی را به دست آورد، و در ۹ نوامبر اولین بازی حرفه‌ای و در سری آ خود را انجام داد و به عنوان بازیکن جانشین برای هم‌تیمی فارغ‌التحصیل از تیم جوانان، مارکوس لئوناردو، در برد ۱–۰ خارج از خانه مقابل گویاس وارد زمین شد.
در ۲۳ آوریل ۲۰۲۴، پس از اینکه به بازیکن جانشین فوری برای بازیکنان اصلی ژیل و ژواکیم هنریک تبدیل شد، قراردادش را با سانتوس تا دسامبر ۲۰۲۶ تمدید کرد.

### بوتافوگو
در ۱۰ فوریه ۲۰۲۵، بوتافوگو اعلام کرد که ژایر را با قراردادی چهار ساله به خدمت گرفته است.
تنها چهار ماه پس از امضای قرارداد با بوتافوگو، او با قراردادی پنج ساله به تیم ناتینگهام فارست در انگلستان پیوست. با قیمت ۱۴ میلیون یورو خریداری شده بود، او توسط بوتافوگو به ناتینگهام فارست به مبلغ ۱۲ میلیون یورو فروخته شد که حدود ۷۶ میلیون رئال برزیل به نرخ فعلی ارز است.

## دوران ملی
در ۱۷ مه ۲۰۲۴، ژایر و هم‌تیمی‌هایش در سانتوس، جی‌پی چرمونت و سوزا برای یک دوره تمرین به تیم ملی فوتبال زیر ۲۰ سال برزیل دعوت شدند. در ۲۰ دسامبر، او به فهرست تیم برای مسابقات قهرمانی فوتبال جوانان آمریکای جنوبی ۲۰۲۵ دعوت شد.